# قلنسوة راهب
قلنسوة الرَّاهب هو قطعة من الملابس تتكون من لباس طويل مقنع بأكمام واسعة يغلب أن يرتديه الرهبان. يتميز عن العباءة أو القباء بحقيقة أنه يشير إلى ثوب مغلق بالكامل. يرتديه اليوم معظم الرهبان الكثليين والأنجليكيون عند مشاركتهم في خدمات الشعائر الدينية.